# لنز ثابت

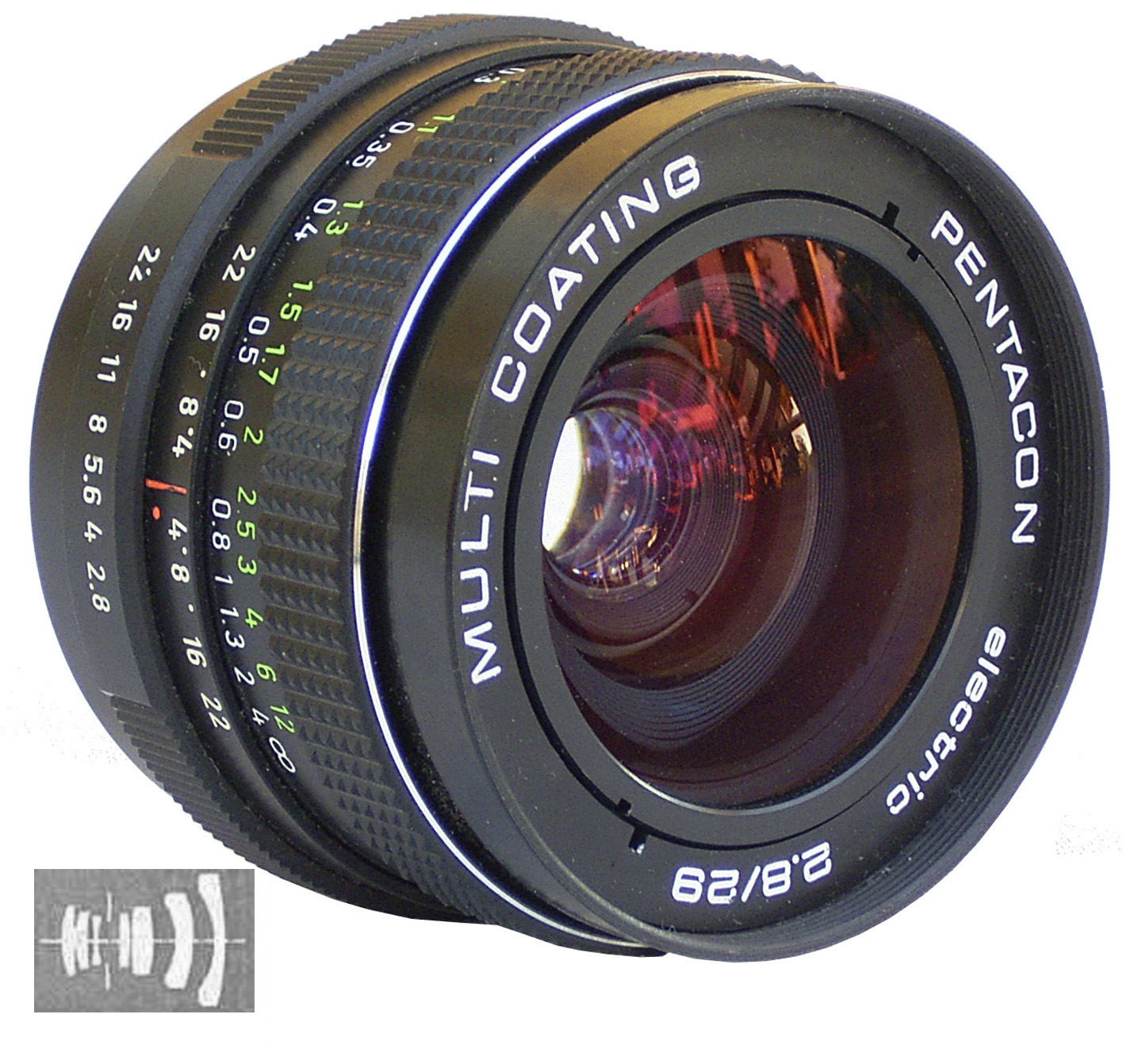
یک لنز ۲۹ میلی‌متری ثابت

لنز ثابت یا لنز پرایم (به انگلیسی: Prime lens) نوعی لنز دوربین عکاسی با فاصلهٔ کانونی عدسی ثابت است که برخلاف لنزهای زوم، فاصلهٔ کانونی آن تغییر نمی‌کند.